# Белофастов, Андрей Владимирович
Андрей Владимирович Белофастов (род. 2 октября 1969, Киев) — российский ватерполист, бронзовый призёр Олимпийских игр в Барселоне (1992), Заслуженный мастер спорта России; тренер.

## Карьера
Окончил тренерский факультет Киевского ГИФК в 1994 году. На Олимпиаде в Барселоне выиграл бронзовую медаль в составе объединённой команды.
Возглавил юниорскую женскую сборную на ЕвроИграх 2015 года в Баку наряду со вторым тренером Федосеевым Александром из Нижнего Новгорода, где сборная России в ходе упорной борьбы вырвала золото у испанок, после серии напряжённых пенальти из 14-ти мячей.
Роль в команде — центральный нападающий.
С 2017 по 2018 год — главный тренер в клубе «Синтез».
В 2019 году вошёл в тренерский штаб клуба «Балтика» (Санкт-Петербург), а в 2022 году возглавил команду.
С октября 2021 года — главный тренер мужской сборной России.

## Спортивные достижения

### Международные
- Бронзовый призёр чемпионата Европы в составе сборной СССР (1991, Греция)
- Бронзовый призёр Олимпийских игр в составе сборной СНГ (1992, Испания)
- Обладатель Кубка дружбы (1986, КНДР)
- Серебряный призёр чемпионата Европы среди молодежи в составе сборной СССР (1987, Греция и 1988, Голландия)
- Серебряный призёр чемпионата мира среди молодежи (1989, Франция)
- Чемпион и обладатель Кубка Хорватии (1993 и 1994) в составе «Младости» (Загреб), 2001 г. — в составе «Юга» (Дубровник)
- Чемпион Франции (1996), серебряный призёр (1995, 1997 и 1998) и обладатель кубка Франции (1996, 1997 и 1998) в составе «Марселя»
- Чемпион и обладатель кубка Словении (2002) в составе команды «Триглав» (Крань)
- Обладатель Кубка европейских чемпионов (2001) в составе команды «Юг» Дубровник (Хорватия)
- Обладатель Кубка «Лен Трофи» 2006—2007 в составе ВК «Синтез» (Казань)[1][2].

### Советские и российские
- Серебряный призёр чемпионата СССР 1990, 1991, 1992
- Обладатель Кубка СССР 1990/91
- Обладатель Кубка России-2005
- 3-е место на Кубке России-2006
- Чемпион России 2006/07
- Серебряный призёр чемпионата России 2005/06, 2007/08
- Бронзовый призёр чемпионатов России 2004/05, 2008/09

## Клубная карьера
- «Динамо» (Киев) 1986—1989
- «Динамо» (Москва) 1990—1992
- «Младость» (Загреб) 1992—1994
- «Марсель» 1994—1998
- «Дубровник» 1998—2000
- «Юг Дубровник» 2000—2001
- «Триглав» (Крань, Словения) 2001—2002
- «Боляско» (Генуя, Италия) 2002—2003
- «Бизолати Кремона» (Италия) 2003—2004
- «Синтез» (Казань) 2004—2009

## Семья
Сын — Игорь Белофастов — вратарь сборной Словении по водному поло.